# Dirty Vegas
Dirty Vegas là một nhóm nhạc tại đất nước Anh và theo dòng nhạc house. Các thành viên của nhóm bao gồm Steve Smith, Ben Harris và Paul Harris. Nhóm được thành lập vào năm 2001 và tiếp tục hoạt động tới nay sau khi tạm tan rã vào năm 2005 tới năm 2008.
Bài hát nổi tiếng nhất của nhóm là bài hát "Days Go By". "Days Go By" được phát hành năm 2001, đạt được nhiều thành công trên thị trường âm nhạc chính (mainstream) và đoạt giải Grammy ở hạng mục Thu âm nhạc dance xuất sắc nhất.

## Quá trình của nhóm

### Những thành công ban đầu
Ca khúc đầu tiên của nhóm được phát hành có tên gọi "Days Go By". "Days Go By" được phát hành năm 2001. Về mặt nhạc lý, "Days Go By" mang thể loại nhạc house và có chút ảnh hưởng của dòng nhạc nhạc dance (nhạc nhảy). Trên thị trường, bài hát là một bản hit khiêm tốn, lọt vào tốp 20 bảng xếp hạng của các quốc gia Bỉ (Ultratop), Liên hiệp Anh (UK Singles Chart), Mỹ (Billboard Hot 100), lọt vào tốp mười bảng xếp hạng của Canada (Canadian Singles Chart - vị trí thứ 6) và quán quân bảng xếp hạng nhạc dance của Mỹ (Hot Dance Club Songs).
Ngoài những thành công trên thị trường, "Days Go By" còn đoạt được một giải Grammy ở hạng mục Thu âm nhạc dance xuất sắc nhất.

### Hiện tại
Hiện tại, nhóm hoạt động khá đơn lẻ và ít thành công hơn trong những năm đầu tiên.

## Danh sách đĩa nhạc

### Album phòng thu
- Dirty Vegas (4 tháng 6 năm 2002) #40 tại Liên hiệp Anh, #7 tại Mỹ
- One (18 tháng 10 năm 2004)
- Electric Love (tháng 4 năm 2011)[1]

### Album phối âm
- A Night At The Tables - Dirty Vegas Sound System (2003)
- The Trip (2003)
- Stealth Live! (2009)

### Đĩa đơn (singles)
- "Days Go By" (2001) #1 tại Dance Mỹ; #14 tại Liên hiệp Anh;[2] #27 (UK 2001) và #16 (phiên bản năm 2002) (UK Singles Chart)[3]
- "Ghosts" (2002) #31 tại Liên hiệp Anh[3]
- "Simple Things" (2003)
- "Walk Into the Sun" (October 2004) #54 tại Liên hiệp Anh[3]
- "Pressure" (2008)
- "Changes" (2009)
- "Tonight" (2009)
- "Electric Love" (2011)
- "Little White Doves" (2011)
- "Emma" (2012)